# Комиссия долгот
Комиссия долгот — это орган, организованный Парламентом Великобритании в 1714 для принятия решений о поощрении денежным призом изобретателей, занимающихся проблемой определения географической долготы на море.